# ꟾ
Cette page contient des caractères spéciaux ou non latins. S’ils s’affichent mal (▯, ?, etc.), consultez la page d’aide Unicode.
ꟾ, appelé I longa ou I allongé, est une lettre additionnelle de l’écriture latine utilisée dans des inscriptions épigraphiques principalement pour représenter un i long [iː].

## Représentation informatique
La I longa peut être représentée avec les caractères Unicode (Latin étendu D) suivants :
| formes    | représentations | chaînes de caractères | points de code | descriptions                                   |
| --------- | --------------- | --------------------- | -------------- | ---------------------------------------------- |
| majuscule | ꟾ               | ꟾ                     | U+A7FE         | lettre majuscule latine épigraphique i allongé |